# 쇼나이촌 (시즈오카현)
쇼나이촌(庄内村)은 시즈오카현 하마나군에 있던 촌이다. 현재의 하마마쓰시 주오구에 해당한다.

## 지리
하마나코 호수의 동쪽으로 튀어나온 쇼나이 반도에 위치한다.

## 역사
- 1955년 4월 1일 - 미나미쇼나이촌, 무라쿠시촌, 기타쇼나이촌이 합병해 쇼나이촌이 성립하였다.
- 1965년 7월 1일 - 하마마쓰시에 편입해 동일 쇼나이촌은 폐지되었다.
- 2007년 4월 1일 - 하마마쓰시가 정령지정도시로 승격해 구촌지역은 하마마쓰시 니시구에 속하게 되었다.
- 2024년 1월 1일 - 하마마쓰시의 행정구역 개편에 따라 구촌 지역은 하마마쓰시 주오구 소속이 되었다.

## 교통

### 도로
- 시즈오카 현도 제48호선 다테야마데라카다니선
- 시즈오카 현도 제319호선 무라쿠시 미타카하라선

## 참고문헌
- 角川日本地名大辞典編纂委員会『가도카와 일본 지명 대사전 22 静岡県』角川書店、1982年